# Гусев, Пётр Павлович
Пётр Павлович Гусев — бригадир Столбищенской МТС Татарской АССР, депутат Верховного Совета СССР 1 созыва.
Родился в с. Столбище (Татария) в крестьянской семье. Работал подпаском, разнорабочим. В 1929 году вступил в колхоз.
В 1933 году выучился на тракториста и стал руководить тракторным отрядом Столбищенской МТС.
В 1935 году его бригада заняла I место по выработке — 1560 гектаров мягкой пахоты на 1 условный трактор (средняя выработка в СССР была только 427 га). Это было достигнуто за счёт безотказной работы тракторов.
30 декабря 1935 года награждён орденом Ленина, в 1937 году избран депутатом Верховного Совета СССР.
В 1938—1957 директор Столбищенской МТС, с 1957 директор Столбищенской РТС (ремонтно-технической станции) и Столбищенского опытно-производственного хозяйства.
Вырастил 4 детей. Умер 16 декабря 1989г.